# 皮薩里夫卡 (克吉奇夫卡區)
49°18′52″N 35°54′43″E / 49.31444°N 35.91194°E
皮薩里夫卡（烏克蘭語：Писарівка），是位於烏克蘭東部的村落，隸屬哈爾科夫州的別列斯京區。該村處於巴加塔河畔，分別距離巴甫利夫卡2公里和科哈尼夫卡3公里，始建於1866年，面積0.24平方公里，海拔高度157米，2001年人口4。